# Gampaha (distrikt)

Gampahadistriktet inom Sri Lanka.

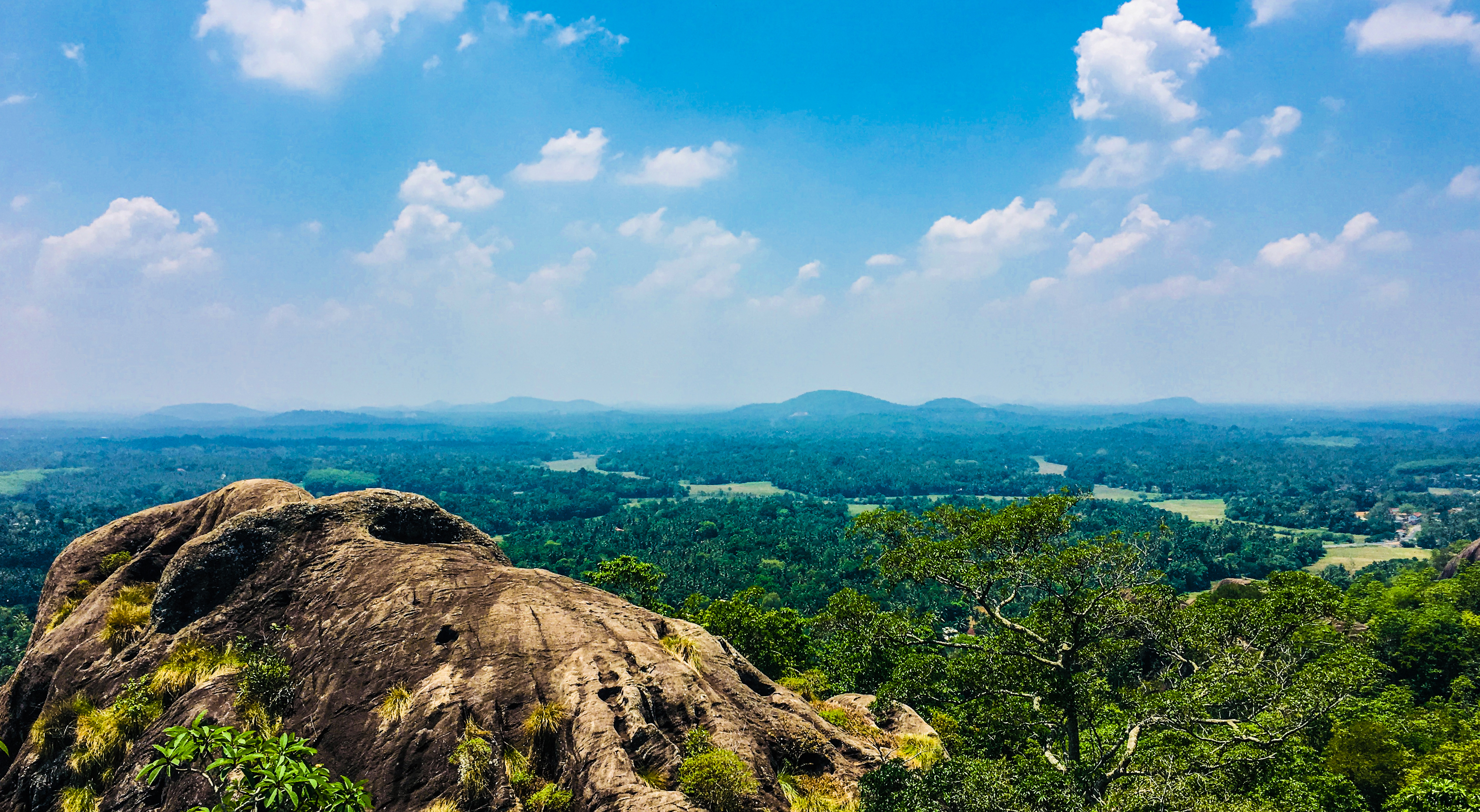
Berg i Gampaha

Gampaha (distrikt) är ett av Sri Lankas 25 distrikt. Det ligger i  Västprovinsen och är 1 386,6 km² stort. Distriktets befolkning uppgick 2021 till 2 443 000 invånare. Distriktets huvudstad är Gampaha.
Gampaha är det näst mest folkrika distriktet i Sri Lanka efter Colombo. Distriktet administreras av ett distriktssekretariat som leds av en distriktssekreterare (tidigare känd som regeringsagent) utsedd av Sri Lankas centralregering. Huvudstad i distriktet är staden Gampaha. Distriktets största stad och största kommersiella centrum är Negombo. Distriktet togs från den norra delen av Colombo distrikt i september 1978.

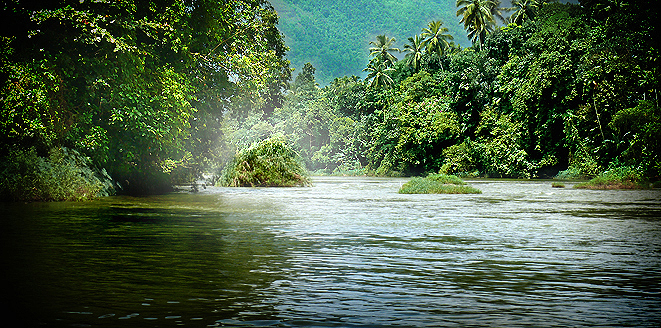
Floden Kelani

## Natur
Gampaha distrikt ligger i västra Sri Lanka och har en yta på 1 387 kvadratkilometer. Det avgränsas av distrikten Kurunegala och Puttalam i norr och distriktet Kegalle i öster, distriktet Colombo i söder och av Indiska oceanen i väster. Områdets gränser är Ma Oya i norr, Kelani River i söder. 

## Administrativa enheter
Gampaha distrikt är uppdelat i 13 DS-divisioner. Var och en leds av en divisionssekreterare (tidigare känd som en assisterande regeringsagent). DS-divisionerna är ytterligare uppdelade i 1 177 Grama Niladhari-divisioner (GN-divisioner).